# Acid pelargonic
Acid pelargonic, còn được gọi là acid nonanoic, là một acid hữu cơ có công thức cấu tạo thu gọn là CH3(CH2)7CO2H. Nó là một acid béo chứa chín nguyên tử carbon. Acid nonanoic là một chất lỏng nhờn không màu, có mùi khó chịu, ôi thiu. Nó gần như không hòa tan trong nước, nhưng rất dễ hòa tan trong các dung môi hữu cơ. Các ester và muối của acid pelargonic được gọi là pelargonat hoặc nonanoat.
Loại acid này được đặt theo tên của cây pelargonium, vì dầu từ lá của nó có chứa các ester của acid.

## Chuẩn bị
Cùng với acid azelaic, acid được sản xuất công nghiệp bằng cách ozo hóa acid oleic.
CH3(CH2)7CH=CH(CH2)7CO2H + 4O → CH3(CH2)7CO2H + HO2C(CH2)7CO2H
Ngoài ra, acid pelargonic có thể được sản xuất theo quy trình hai bước, bắt đầu bằng quá trình đime hóa cùng với quá trình hydro hóa 1,3-butadien. Bước này tạo ra một ester C9 không bão hòa kép, có thể được hydro hóa để tạo ra các ester của acid pelargonic.
2CH2=CH-CH=CH2 + CO + CH3OH → CH2=CH(CH2)3CH=CHCH2CO2CH3
CH2=CH(CH2)3CH=CHCH2CO2CH3 + 2H2 → CH3(CH2)7CO2CH3

## Sự xuất hiện và sử dụng
Acid pelargonic xuất hiện tự nhiên dưới dạng các ester trong dầu của bồ hoàng.
Các ester tổng hợp của acid pelargonic, chẳng hạn như methyl pelargonat, được sử dụng làm hương liệu. Acid pelargonic cũng được sử dụng trong việc chuẩn bị chất làm dẻo và sơn mài. Dẫn xuất 4-nonanoylmorpholine là một thành phần trong một số loại thuốc xịt hạt tiêu. Các muối amoni của acid pelargonic, amoni pelargonate, là một thuốc diệt cỏ. Nó thường được sử dụng cùng với glyphosate, một loại thuốc diệt cỏ không chọn lọc, để có tác dụng đốt cháy nhanh chóng trong việc kiểm soát cỏ dại trên cỏ.
Dạng methyl và ethylene glycol pelargonat hoạt động như chất diệt khuẩn chống lại Meloidogyne javanica trên cà chua, và methyl chống lại Heterodera glycines và M. incognita trên đậu tương.
ester của acid pelargonic là tiền chất của chất bôi trơn.

## Tác dụng dược lý
Acid pelargonic có thể mạnh hơn acid valproic trong việc điều trị co giật. Hơn nữa, trái ngược với acid valproic, acid pelargonic không có tác dụng ức chế HDAC, cho thấy không có khả năng gây quái thai do ức chế HDAC.

### Các acid béo khác:
- Acid lauric
- Acid stearic

### Các acid carboxylic khác:
- Acid formic
- Acid axetic